# Маэхара, Сэйдзи
Сэйдзи Маэхара (яп. 前原 誠司; род. 30 апреля 1962, Киото, Япония) — японский государственный и политический деятель, член Палаты представителей Японии с 1993 года и сопредседатель «Партии инноваций Японии» с 2024 года. 
Ранее занимал посты министра земли, инфраструктуры, транспорта и туризма (с 16 сентября 2009 по 17 сентября 2010 года) и министра иностранных дел (с 17 сентября 2010 по 6 марта 2011 года). Маэхара был лидером «Демократической партии Японии» (ДПЯ) с 2005 по 2006 год. В 2017 году возглавлял Демократическую партию, преемницу ДПЯ. В 2023 году он основал новую партию «Бесплатное образование для всех», которая была в целом центристской и сосредоточилась на создании коалиции против правящей ЛДПЯ. В 2024 году партия объединилась с «Партией инноваций».

## Ранняя политическая карьера
Сэйдзи Маэхара родился в городе Киото и окончил юридический факультет местного университета. Достаточно рано начал заниматься политикой. В 1991 году был избран депутатом законодательной ассамблеи префектуры Киото. Сэйдзи Маэхара стал активным деятелем недавно образованной либеральной «Новой партии», возглавляемой Морихиро Хосокавой. Вскоре Маэхара проявил себя на общеяпонской политической сцене, избравшись в 1993 году в нижнюю палату парламента Японии.
Начало политической карьеры Маэхары пришлось на годы первого в послевоенной истории страны поражения на парламентских выборах многолетней правящей «Либерально-демократической партии» (ЛДПЯ), сопровождавшегося активным политическим строительством. Маэхара активно участвовал в создании многочисленных быстро распадавшихся политических организациях того времени. В 1994 году «Новая партия» прекратила своё существование. Маэхара совместно с другими молодыми законодателями организовал политический клуб «Демократическая волна», а позже присоединился к центристской экологической «Новой партии Сакигакэ», позже названой просто «Сакигакэ». В то же время к этому движению присоединились новые лидеры реформистов, выступившие против монополии ЛДПЯ в политике — Юкио Хатояма и Наото Кан.

## Карьера в «Демократической партии Японии»
В 1998 году Маэхара, также, как и названные политики, принял активное участие в создании новой левоцентристской «Демократической партии Японии». В теневом кабинете, сформированном этой партией он занимал посты теневого министра безопасности и обороны.

### Лидер партии
После сокрушительного поражения «Демократической партии» на парламентских выборах 2005 года и отставки её тогдашнего лидера Кацуи Окады Маэхара был избран новым руководителем партии в сентябре 2005 года. Во время партийных выборов его соперником был Наото Кан, уступивший Маэхаре всего два голоса выборщиков. Маэхара был вынужден подать в отставку с этого поста через полгода после избрания 31 марта 2006 года из-за обвинений в использовании нечестных методов политической борьбы против ЛДПЯ.

## Министр земли
Победив на выборах 2009 года, «Демократическая партия Японии» получила право сформировать правительство страны. В кабинете, который возглавил Юкио Хатояма, Маэхара занял посты министра земли, инфраструктуры, транспорта и туризма, а также государственного секретаря по делам Окинавы и северных территорий. После отставки Хатоямы рассматривался в качестве его вероятного преемника, однако публично поддержал кандидатуру Наото Кана на выборах нового лидера демократов. В новом правительстве Кана, сформированном 8 июня 2010 года, Маэхара сохранил свой пост.

## Министр иностранных дел
После серьёзных перестановок, произведенных в кабинете министров 17 сентября 2010 года Маэхара занял пост главы внешнеполитического ведомства страны.
Министерство Маэхары ознаменовалось обострением пограничного конфликта с Россией из-за спорных островов. Весной 2011 года политик был вынужден уйти в отставку из-за обнаружившихся финансовых нарушений.

## Государственный министр
1 октября 2012 года Маэхара вернулся в кабинет министров в ходе масштабных кадровых перестановок в правительстве, произведенных Ёсихико Нодой в преддверии выборов 2013 года. В новом составе правительства Маэхара отвечал за стратегию развития, планирование энергетической политики и развитие космической отрасли.

## Сопредседатель «Партии инноваций»
После того, как Нобуюки Баба ушёл с поста лидера «Партии инноваций Японии» в результате её слабых показателей на парламентских выборах 2024 года, новым председателем 1 декабря был избран Хирофуми Ёсимура, набравший 80% голосов. Он назначил Маэхару своим сопредседателем, чтобы тот возглавил фракцию в парламенте, поскольку Ёсимура остался работать из Осаки.